# 孝莊睿皇后
孝莊睿皇后（1426年—1468年），钱姓，本名正史未記載。野史记名钱锦鸾。為明英宗朱祁镇嫡后，出身海州（今連雲港市）。祖父是指揮使錢通。父親為中軍都督府都督同知錢貴。

## 生平
正统七年，錢氏原本是個美人，十八歲時通過選美而被張太皇太后和孫太后冊立為皇后。钱皇后溫和賢慧，夫婦感情甚篤。
英宗在土木堡之變被瓦剌人俘虏，生死未明，錢皇后一邊拿出宮中積蓄想贖回英宗，一邊為此經常蜷腿伏著哭泣，日以繼夜，因此一腿落下了殘疾，并哭瞎了一隻眼睛。最後英宗被迎回，名为太上皇，实则被弟弟景泰皇帝幽居在南宫。夫妻被嚴密看守，連乘涼的大樹都被砍，為的是害怕和周遭有聯繫。英宗既見不到其母孫太后（其間曾探視一次，以為有流言說孫太后將被扣押，所以孫太后不敢再入），又得不到被廢長子的監護權，心情可想而知。錢皇后常常宽慰丈夫，并率领诸妃织布卖钱，以谋生存，因而英宗感念錢皇后的懿德。英宗復辟後，没有冊立皇太子生母周贵妃为后，仍尊患有残疾且无子的钱氏为皇后。這是明初以來第一次立非太子生母的女性為母儀天下的皇后。
錢皇后的两个哥哥錢欽、钱鐘都在土木堡之变中隨駕而死，英宗怜惜后族单微，想封钱鐘独子钱雄以侯爵，钱皇后婉言谢绝。
英宗临死前，遗诏錢后待他日寿终合葬，其他诸妃亦應次第附葬（從而永久廢除了明初實行百年的妃嬪殉葬制度）。
太子朱见深即位，是为明宪宗。太监夏时想討周貴妃的歡心，傳諭獨尊周貴妃为皇太后。大学士李贤、彭时據理力争，于是錢、周二后並尊，而加钱皇后以徽號，称为慈懿皇太后。
成化四年六月，钱太后逝世，周太后違背當初英宗的遺命，不願讓钱太后與英宗合葬。眾臣上奏力请，李賢拿出當日“退而書之冊”的英宗遺命，周太后才勉強同意钱太后葬在英宗的裕陵左側，而右側則留作未來周太后的葬地。宪宗夹在母亲和大臣们之间相當为难，一度欲下旨别择葬地，结果大臣们伏在文华门外齐哭了一天。憲宗在宮中不停地請求母親，周太后備感壓力，只好答应。宪宗的异母弟德王朱見潾以钱太后对他有“抚育深恩”为由，请求回京奔丧，未果。
七月，宪宗為錢太后上尊谥孝莊献穆弘惠显仁恭天钦圣睿皇后，神主昇祔太庙。九月初四日祔葬於裕陵。但周太后暗中作梗，钱太后虽与英宗同陵却异隧，葬处距离英宗之陵有数丈，而中间的隧道卻被填满，但右边周太后陵寢的隧道却與英宗之陵相通。
弘治十七年，周太后逝世。明孝宗发现錢太后之陵的隧道被堵塞，想开通那隧道，但钦天监不赞同，于是没有进行。
當日在南宮時，景泰皇帝的嫡妻汪廢后對錢皇后和太子多有照拂。後來英宗復辟，錢皇后也竭力保護汪氏和她所生的兩個女兒使其不被害。憲宗時，景泰帝女比公主下嫁，宮中款待汪氏，行家人禮。

## 影視形象
| 年份 | 作品               | 演員   |
| ---- | ------------------ | ------ |
| 2010 | 后宫               | 陳莎莉 |
| 2016 | 女医明妃传         | 李呈媛 |
| 2019 | 忠孝節義之斷機教子 | 葉麗娜 |

## 延伸阅读
[在维基数据编辑]
 《明史卷一百一十三》，出自《明史》